# Amphineurus (Amphineurus) kandu
Amphineurus (Amphineurus) kandu is een tweevleugelige uit de familie steltmuggen (Limoniidae). De soort komt voor in het Australaziatisch gebied.